# Himmelschrofen
Der Himmelschrofen ist ein 1791 m hoher Berg in den Allgäuer Alpen. Er trennt das Trettachtal vom Stillachtal. Nach ihm wird der bis zur Trettachspitze verlaufende Grat als Himmelschrofenzug bezeichnet. Obwohl er nur Gipfelpunkte mit 1672 m, 1780 m und 1791 m aufweist, beherrscht er durch seine Nähe die Bergkulisse im Süden von Oberstdorf. Erst im Illertal, beispielsweise bei Sonthofen, erkennt man am hinter dem Himmelschrofen aufragenden Allgäuer Hauptkamm, wie vergleichsweise niedrig der Berg ist.
Auf den Himmelschrofen führen keine markierten Wanderwege, sondern nur schwer zu findende Jägersteige.

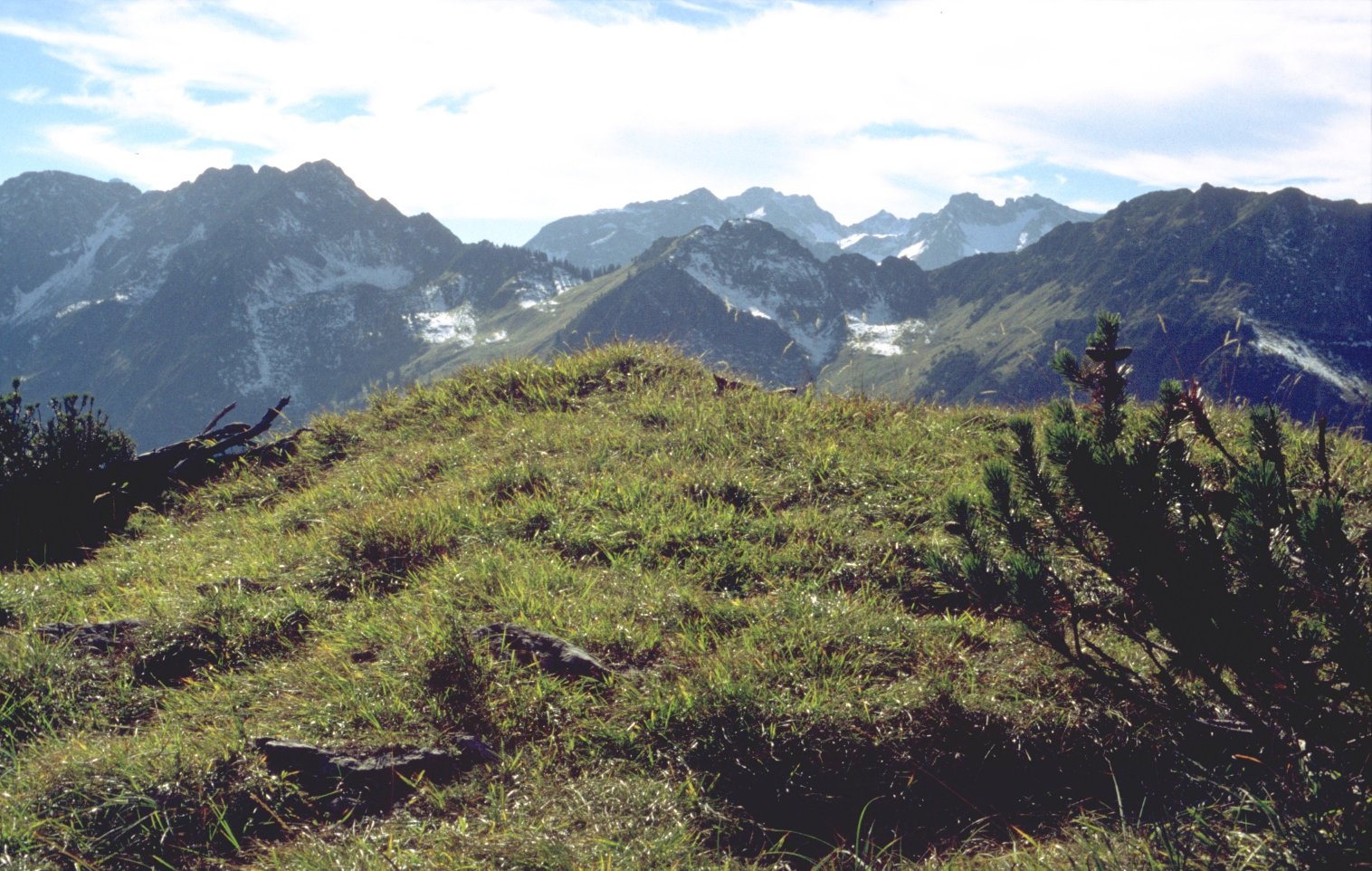
Himmelschrofenzug vom Älpelekopf. Der Himmelschrofen ist der Gipfel am rechten Bildrand. Nach links im Kamm folgen Klupper, Vorderer Wildgundkopf und Hinterer Wildgundkopf. Im hinteren Kamm links die Schafalpenkopfgruppe und rechts die Oberstdorfer Hammerspitze